# الک نیومن
اَلِک نیومن (به انگلیسی: Alec Newman؛ زادهٔ ۲۷ نوامبر ۱۹۷۴) یک بازیگر اهل اسکاتلند است.
از جمله فیلم‌ها یا مجموعه‌های تلویزیونی که وی در آنها نقش داشته است، می‌توان به تلماسه فرانک هربرت، فرزندان تلماسه فرانک هربرت، مرگ طولانی، قواعد شهوت، چیزهای روشن جوان، نسل ژن آدم برفی،  مکانی برای تنها مردن و وینی پو: خون و عسل ۲ اشاره کرد.